# Pławno (województwo łódzkie)

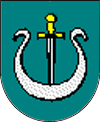
Historyczny herb Pławna

Pławno – wieś w Polsce położona w województwie łódzkim, w powiecie radomszczańskim, w gminie Gidle. Dawniej miasto; uzyskało lokację miejską w 1554 roku, zdegradowane w 1870 roku. Do 1954 roku istniała gmina Pławno. W latach 1975–1998 miejscowość położona była w województwie częstochowskim.

## Historia
W 1262 roku pojawiła się pierwsza wzmianka o Pławnie. W tym samym roku polski książę Bolesław V Wstydliwy oddał Pławno wraz z innymi miejscowościami – Rybnem i Mykanowem, klasztorowi klarysek w Zawichoście. Papież Urban IV potwierdził to w swej bulli 29 lutego 1262 roku. W połowie wieku XIV, kiedy to Pławno było niszczone przez najazdy Tatarów i Jaćwingów, klaryski oddały miejscowość na rzecz kapituły włocławskiej. Ówczesnym biskupem diecezji włocławskiej był Wincenty Przerębski. W rękach tej rodziny Pławno było do pierwszych lat XVIII wieku, kiedy to ów ród przestał istnieć. W roku 1544, na prośbę Stanisława Przerębskiego, stolnika, podkomorzego ziemi sieradzkiej, na sejmie w Piotrkowie król Zygmunt I Stary nadał Pławnu prawa miejskie. Po Przerębskich właścicielami dóbr byli Karśniccy, Buczyńscy, Gruszeccy.
Pławno było miastem przez ponad 325 lat, czyli do roku 1870, kiedy to władze carskie (postanowieniem z 23 stycznia?/4 lutego 1870) za udział 26 mieszkańców w powstaniu styczniowym 1863 roku pozbawiły Pławno praw miejskich.
Główną siłą rozwoju Pławna były jarmarki, które odbywały się co dwa tygodnie, we wtorki. Już w XVI wieku wykorzystywano tu pokłady kamienia wapiennego, glinki ceramicznej i ogniotrwałej. Miejscowi rzemieślnicy: stolarze, szewcy, rymarze i garncarze słynęli w całej okolicy ze swych wyrobów. Istniała tu rezydencja z parkiem, gorzelnia, fabryka sukna i tabaki, ratusz i sąd grodzki.
Pławieńska parafia katolicka została utworzona w 1613 roku W kościele tejże parafii znajdował się tryptyk Hansa z Kulmbachu, ucznia Wita Stwosza, przedstawiający legendę Stanisława ze Szczepanowa, biskupa i męczennika. Ołtarz przeniesiono do Muzeum Narodowego w Warszawie, a w Pławnie umieszczono kopię tego dzieła. Pławno często było niszczone przez pożary, które powodowały masowe migracje ludności. Stąd liczba mieszkańców wahała się od 700 aż do 2400 w różnych okresach. W XVII wieku około 25% społeczności Pławna stanowili żydzi. Od roku 1854 zorganizowano ochronę przeciwpożarową, która później przekształciła się w ochotniczą straż pożarną.

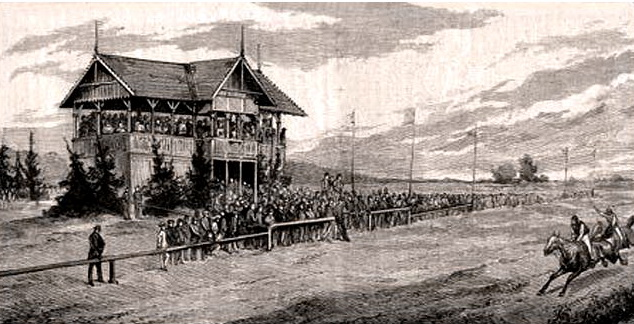
Wyścigi w Pławnie – rycina Edwarda Nicza (1881)

W 1810 roku spłonął kościół, zbudowany przez Przerębskich. Po pożarze została zbudowana niewielka drewniana kaplica – zbyt mała, by mogła pomieścić wszystkich parafian. W 1878 roku zaczęto budowę nowego, już trzeciego kościoła. Większość kosztów pokrył właściciel Pławna Władysław Gruszecki, a po jego śmierci – jego żona, Cezaryna Gruszecka. Pierwowzorem świątyni jest wybudowany w latach 1871-74 kościół w Gomulinie.W 1904 roku kościół konsekrował biskup diecezjalny włocławski Stanisław Kazimierz Zdzitowiecki.
W roku 1879 hodowca i sportsmen Marian Gruszecki (syn Władysława) zorganizował w Pławnie lokalny mityng wyścigowy. Wydzielił wówczas ze swego majątku plac na tor wyścigowy. Pławieńskie Towarzystwo Wyścigowe uzyskało osobowość prawną w roku 1882 (statut został zatwierdzony w grudniu 1881 roku). Marian Gruszecki sprzedał w 1888 roku Pławno Stefanowi Lubomirskiemu i przeprowadził się do Skierniewic, gdzie zmarł w 1891 roku. Książę Stefan Lubomirski podarował tor wyścigowy na własność Pławieńskiemu Towarzystwu Wyścigów Konnych.
19 maja 1881 roku doszło do jednego z najtragiczniejszych pożarów w dziejach miejscowości. Około godz. 11:00 zapaliła się stodoła należąca do Teodora Ligockiego, a następnie ogień obejmował kolejne zabudowania. W ciągu trzech godzin spaliło się łącznie 326 budynków (w tym 52 nie były ubezpieczone), ocalało zaledwie 7 domów (od strony wsi Gidle) i 5 stodół. Spłonęły m.in. kaplica katolicka i synagoga. Ogień pozostawił bez dachu nad głową 311 rodzin, tj. łącznie około 2000 osób. W pożarze zginęły 45-letnia Sura-Bajla Szpałtyn i 5-letnia Ryfka Bajgelman. Sumę strat oszacowano na 200 000 rubli. Podczas akcji gaszenia pożaru spaleniu uległy także trzy sikawki i cztery beczki pożarnicze.
W 1920 roku 22 mieszkańców Pławna, jako ochotnicy, wzięło udział w wojnie polsko-bolszewickiej. Trzech z nich poległo, a trzech odznaczono za waleczność.
Od 1922 roku istnieje tu klub sportowy Warta – Pławno, a od czasów Komisji Edukacji Narodowej datuje swój początek szkoła.
3 i 4 września 1939 żołnierze Wehrmachtu po wkroczeniu do wsi torturowali mieszkańców, a następnie zamordowali 7 z nich.
W czasie II wojny światowej i okupacji ogromna większość mieszkańców należała do Armii Krajowej i czynnie uczestniczyła w akcjach dywersyjnych. Silnie była również rozwinięta partyzantka.
Obecnie większość mieszkańców Pławna i okolic pracuje w Radomsku. Tam też dojeżdża młodzież z Pławna, kontynuująca edukację w szkołach średnich.
14 października 2022 roku patronem Szkoły Podstawowej w Pławnie został dramatopisarz, reformator szkolnictwa i założyciel Collegium Nobilium duchowny Stanisław Konarski ( 1700-1773)

## Zabytki

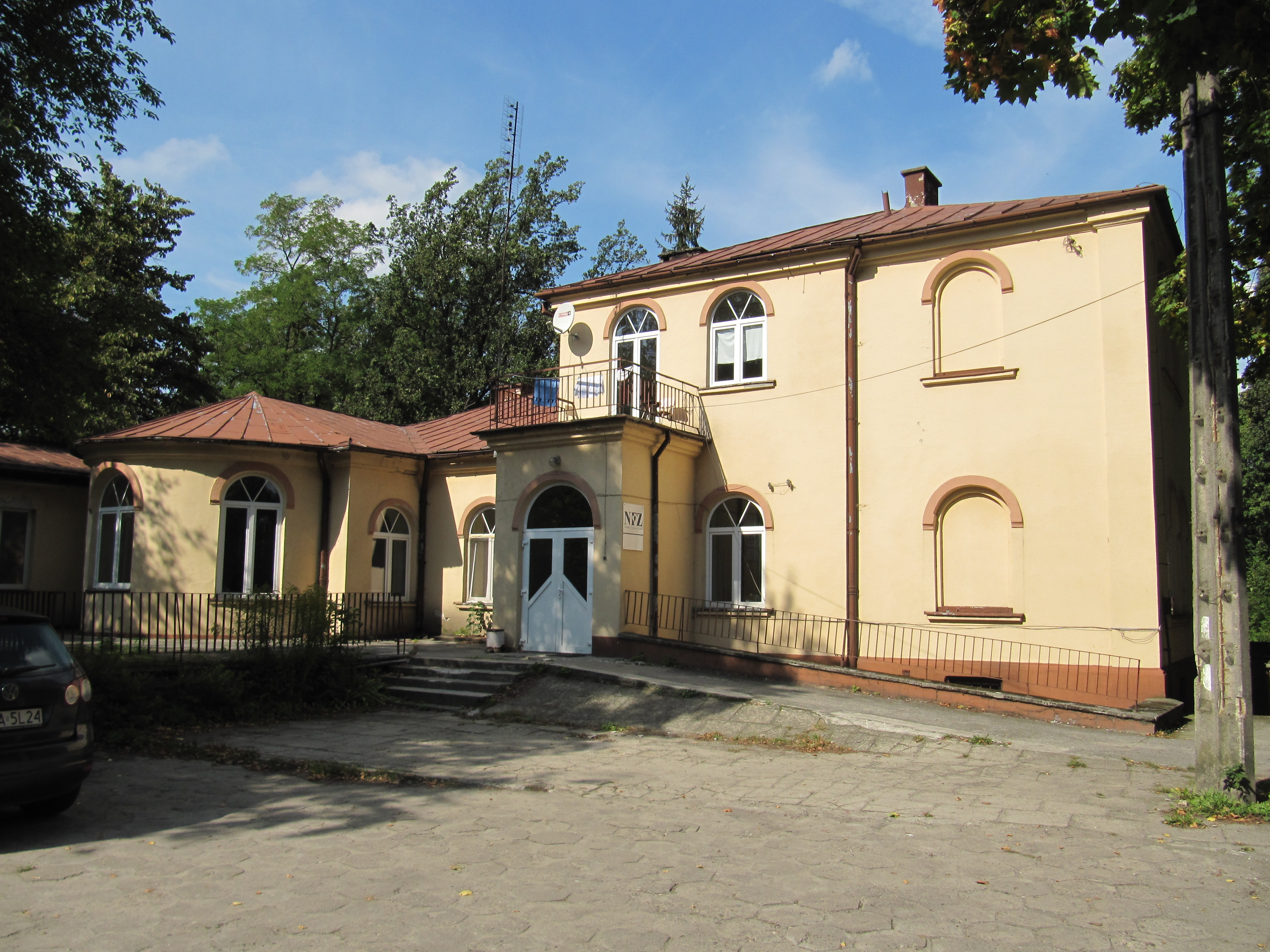
Zespół dworski w Pławnie

Według rejestru zabytków NID na listę zabytków wpisane są obiekty:
- cmentarz katolicki, 1831, nr rej.: 421/88 z 27.05.1988,
- zespół dworski, obecnie szpital, ul. Radomszczańska 19:
  - dwór, XVIII w., XIX/XX w., nr rej.: 10/45 z 29.05.1946 (dec. pałac),
  - park, XVIII w., 1910, nr rej.: A/9 z 31.10.2003.